# Roy Jones Jr.
Roy Jones, Jr. (Pensacola, 16 de janeiro de 1969) é um ex-boxeador americano. Jones foi chamado de o "Lutador da Década", dos anos 1990 pela Boxing Association of America. Como profissional, ele conquistou inúmeros títulos mundiais no médio, super médio, meio-pesado e pesado. Ele é o único pugilista da história a começar a sua carreira como meio médio (154 libras/70 kg) e passar a ganhar um título como peso-pesado.

## Carreira
Como profissional ganhou o título da Federação Internacional de Boxe no peso médio, no peso supermédio e no peso semipesado. Também ganhou o título da Associação Mundial de Boxe no peso-pesado, em seu único combate nesta categoria. Também foi campeão do Conselho Mundial de Boxe, da Associação Mundial de Boxe, da Organização Mundial de Boxe, da Federação Mundial de Boxe, da Federação Americana de Boxe e da Associação Internacional de Boxe na categoria peso semipesado
Luta contra Mike Tyson
No dia 23 de Julho de 2020 foi anunciada a luta entre as lendas
Mike Tyson versus Roy Jones Jr para o dia 12 de setembro de 2020
VITÓRIAS POR NOCAUTE
Vs Ricky Randall 
6 maio, 1989
Bayfront Auditorium, Pensacola, Florida, U.S. 

Vs Stephan Johnson 
11 junho, 1989
Trump Plaza Hotel and Casino, Atlantic City, New Jersey, U.S.

Vs Ron Amundsen 
3 setembro, 1989
Civic Center, Pensacola, Florida, U.S.

Vs David McCluskey 
30 novembro, 1989
Bayfront Auditorium, Pensacola, Florida, U.S.

Vs Joe Edens 
8 Janeiro, 1990
Country Fairgrounds, Mobile, Alabama, U.S.

Vs Billy Mitchen
28 fevereiro, 1990
Intersate Fairgrounds, Pensacola, Florida, U.S.

Vs Knox Brown 
28 março, 1990
Intersate Fairgrounds, Pensacola, Florida, U.S.

Vs Ron Johnson 
11 maio, 1990
Bayfront Auditorium, Pensacola, Florida, U.S.

Vs Rollin Williams 
25 setembro, 1990 
Intersate Fairgrounds, Pensacola, Florida, U.S.

Vs Ricky Stackhouse 
31 janeiro, 1991
Bayfront Auditorium, Pensacola, Florida, U.S.

Vs Lester Yarbrough 
31 agosto, 1991
Intersate Fairgrounds, Pensacola, Florida, U.S.

Vs Jorge Vaca 

10 janeiro, 1992 
Paramount Theatre, New York City, New York, U.S.

Vs Art Serwano
3 Abril, 1992
Convention Center, Reno, Nevada, U.S.

Vs Glenn Thomas 
18 Augusto, 1992 
Bayfront Auditorium, Pensacola, Florida, U.S.

Vs Percy Harris 
5 dezembro, 1992 
Etess Arena, Atlantic City, New Jersey, U.S.

Vs Glenn Wolf
13 Fevereiro, 1993
Caesars Palace, Paradise, Nevada, U.S.

Vs Thulani Malinga 
14 agosto, 1993
Casino Magic, Bay St. Louis, Mississipi, U.S.

Vs Danny Garcia
22 março, 1994
University of West Florida, Pensacola, Florida, U.S.

Vs Thomas Tate 
27 maio, 1994
MGM Grand Arena, Paradise, Nevada, U.S.

Vs Antoine Byrd 
18 março, 1995 
Civic Center, Pensacola, Florida, U.S.

Vs Vinny Pazienza 
24 junho, 1995
Convention Hall, Atlantic City, New Jersey, U.S.

Vs Tony Thornton
30 setembro, 1995
Civic Center, Pensacola, Florida, U.S.

Vs Merqui Sosa 
12 janeiro, 1996 
Madison Square Garden, New York City, New York, U.S.

Vs Bryant Brannon 
4 outubro, 1996
Madison Square Garden, New York City, New York, U.S.

Vs Montell Griffin 
7 agosto, 1997
Foxwoods Resort Casino, Ledyard, Connecticut, U.S.

Vs Virgil Hill
25 abril, 1998
Coast Coliseum, Biloxi, Mississipi, U.S.

Vs Otis Grant
14 novembro, 1998
Foxwoods Resort Casino, Ledyard, Connecticut, U.S.

Vs Richard Frazier 
9 janeiro, 1999
Civic Center, Pensacola, Florida, U.S.

Vs Glen Kelly 
2 fevereiro, 2002
American Airlines Arena, Miami, Florida, U.S. 

Vs Clinton Woods 
7 setembro, 2002 
Rose Garden, Portland, Oregon, U.S.

Vs Hany Atiyo
26 setembro, 2014
Basket-Hall, Krasnodar, Russia 

Vs Willie Williams
6 março, 2015 
Cabarrus Arena, Concord, North Carolina, U.S.

Vs Paul Vasquez 
28 março, 2015 
Bay Center, Pensacola, Florida, U.S.

Vs Eric Watkins 
16 agosto, 2015 
Foxwoods Casino, Ledyard, Connecticut, U.S.

Vs Vyron Phillips 
20 março, 2016 
Celebrity Theatre, Pheonix, Arizona, U.S.

## Luta contra Anderson Silva
Após Anderson Silva declarar que seu maior ídolo é o Roy Jones JR, o combate entre as duas lendas, do boxe e do MMA, é das mais aguardadas e alardeadas pelos próprios lutadores. Ambos já mostraram vontade de se enfrentar nas regras do boxe, mas é necessário que o contrato de Anderson Silva com o UFC chegue ao fim para que tudo seja concretizado. Jones assistiu ao combate de Anderson Silva no UFC 101, em Las Vegas.
"Seu desempenho foi fantástico. Ele é ótimo em entreter o público. Nós queremos esta luta há muito tempo. Eu quero e sei que ele quer", comentou o pugilista, afirmando amar MMA
Apesar de Anderson Silva querer fazer a luta nas regras do boxe, Roy Jones não descartou lutar no octagon (nas regras do MMA). Jones disse "eu não posso chegar, ir para o chão e começar a lutar wrestling ou Jiu Jitsu porque eu não sei nada sobre luta de solo. Mas se eu acertar ele antes que ele me leve para o chão, ele não vai se levantar e ter a oportunidade de me finalizar".